# محطة بروكدورف للطاقة النووية

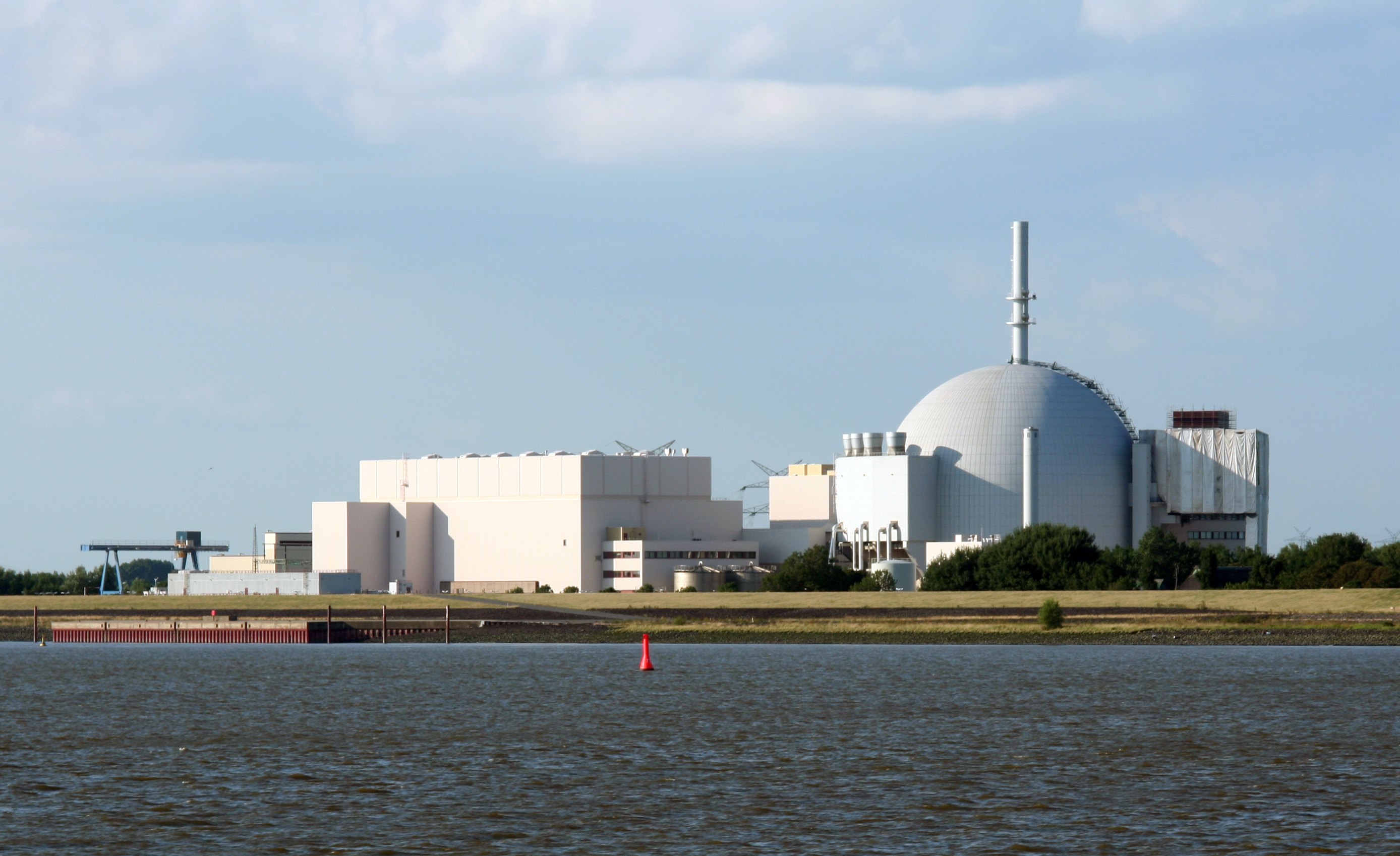
محطة بروكدورف للطاقة النووية

محطة بروكدورف للطاقة النووية هي محطة لتوليد الطاقة بألمانيا. بدأت في أكتوبر 1986، وخلال مرحلة البناء في السبعينيات والثمانينيات، كانت هناك احتجاجات عنيفة ضد الطاقة النووية في الموقع.

## نبذة
المحطة عبارة عن مفاعل ماء مضغوط مع عناصر وقود ثاني أكسيد اليورانيوم، والذي يستخدم في درجات التخصيب من 1.9 ٪ ، 2.5 ٪ و 3.5 ٪. كما يستخدم وقود أكسيد مختلط. هناك 193 مجموعة وقود في المفاعل، بوزن إجمالي للمعادن الثقيلة يبلغ 103 أطنان.

## الإنتاج
تبلغ الطاقة الحرارية للمحطة 3765 ميجاوات، وكذلك الطاقة الكهربائية 1440 ميجاوات.

## المفاعل
ينتمي المفاعل إلى الجيل الثالث من مفاعل الماء المضغوط في ألمانيا. مع جيل صافٍ أقل بقليل من 12 مليار كيلووات في الساعة.

## الإيقاف
سيتم إيقاف تشغيل المحطة في عام 2021.